# Кориж
Кориж — село в Слобідській Україні, у минулому — центр Каризької сотні Слобідської України. Нині — у складі Глушковського району Курської області РФ. Населення — 575 осіб (2010).

## Географія
Розташовано на березі річки Сейм у 12 км від районного центру Глушкове.

## Історія
Село засноване 1657, належало до Білопільської сотні Сумського полку, а згодом стало центром окремої Каризької сотні. Проте 1722 московським поміщикам вдалося здолати козацьку адміністрацію сотні та захопити її землі. Після чого сама Каризька сотня припинила існування, а 1918 її включено до складу РСФСР.
У XVIII ст. в селі діяла церква Св. Димитрія